# 6489 قوليفكا
6489 قوليفكا هو كويكب أبولو والمريخ ومجموعة أليندا اكتشف في عام 1991 من قبل اليانور إف. هيلين.

## التاريخ
في عام 1995 تمت دراسة قوليفكا في وقت واحد من قبل ثلاث مراصد في جميع أنحاء العالم:
- مرصد قولدستون في كاليفورنيا
- تليسكوب يفباتوريا RT-70 في أوكرانيا.
- مرصد كاشيما في اليابان.

## نبذة
قوليفكا هو كويكب صغير وحجمه 0.6 × 1.4 كم. كشفت المراصد أن شكله الزاوي غريب جداً يبدو مختلفاً حسب الاتجاه. في عام 2003 لوحظ تأثير ياركوفسكي لأول مرة من خلال رصد مرصد عالي الدقة بين عامي 1991 و 2003 حيث تسببت القوة الصغيرة لتأثير ياركوفسكي في التحول على مسافة 15 كيلومتر (9.4 ميل) وكان متوقعًا بناء على تفاعلات الجاذبية فقط. ساعد هذا في تقييم الكثافة الكلية للكويكب (2.7 ± 0.5 ج / سم) والكتلة (2.10 × 1011 كجم).
قوليفكا يقترب من الأرض إلى 0.05 وحدة فلكية (7,500,000 كم - 4,600,000 ميل) في 2046 و 0.10 وحدة فلكية في 2069 و 0.11 وحدة فلكية في 2092. احتمالية اصطدام قوليفكا مع أي كوكب لا يمكن على الأقل خلال القرون التسعة القادمة. يشبه مداره بشكل لافت للنظر دوره في 4179 توتاتيس في الانحراف والمحور شبه الرئيسي وايضا الميل. ومع ذلك 4179 توتاتيس معروف بشكل أفضل للأرض في عام 2004.
1. ↑  Minor Planet Designations